# مردی که بی‌نهایت را می‌دانست
مردی که بی‌نهایت می‌دانست (انگلیسی: The Man Who Knew Infinity) یک فیلم بریتانیایی در ژانر درام و زندگینامه‌ای در سال ۲۰۱۵ است که بر اساس رمانی هندی به همین نام ساخته شده‌است و زندگی ریاضی‌دان هندی سرینیواسا رامانوجان می‌پردازد. از بازیگران آن می‌توان به دو پتل در نقش سرینیواسا رامانوجان و جرمی آیرونز در نقش گادفری هرلد هاردی اشاره کرد.

## داستان
اگرچه داستان فیلم در زمان جنگ جهانی اول رخ میدهد اما موضوع اصلی فیلم نیست و این فیلم صرفاً یک فیلم جنگی نیست.
رامانوجان که در شهر مَدرس هند زندگی میکند، علاقه و استعداد زیادی به ریاضیات دارد. او سعی می کند یافته های ریاضی خویش را به بقیه نشان دهد. اما از آنجا که کسی نوشته هایش را نمی‌فهمد، علاقه و اهمیتی از خود نشان نمی‌دهد. رامانوجان با فرستادن یکی از یافته های ریاضی اش به انجمن سلطنتی انگلستان نظر آن ها را به خود جلب می کند تا جایی که او از طرف این انجمن به انگلستان دعوت می شود و...